# Godfrey Khotso Mokoena
Godfrey Khotso Mokoena (ur. 6 marca 1985 w Heidelbergu) – południowoafrykański lekkoatleta, specjalista skoku w dal (były rekordzista Afryki) i trójskoku (rekordzista kraju). Czterokrotny olimpijczyk (2004-2016).
W gimnazjum rywalizował we wszystkich konkurencjach lekkoatletycznych poza pchnięciem kulą.
W 2001 zajął 5. miejsce w konkursie skoku wzwyż podczas mistrzostw świata juniorów młodszych. W późniejszych latach startował już głównie w skoku w dal i trójskoku.
Srebrny medalista olimpijski 2008 z Pekinu, wicemistrz świata z Berlina i halowy mistrz świata z Walencji w skoku w dal.
Największy jak dotąd sukces odniósł w igrzyskach olimpijskich w Pekinie. 18 sierpnia 2008 w konkursie skoku w dal został wicemistrzem olimpijskim, skacząc na odległość 8,24 m, przegrywając z reprezentantem Panamy Irvingiem Saladino o dziesięć centymetrów.

## Sukcesy
| Rok  | Zawody                      | Miasto    | Miejsce | Konkurencja |
| ---- | --------------------------- | --------- | ------- | ----------- |
| 2003 | Igrzyska afrykańskie        | Abudża    | 3.      | skok w dal  |
| 2003 | Igrzyska afrykańskie        | Abudża    | 2.      | trójskok    |
| 2004 | Mistrzostwa Świata Juniorów | Grosseto  | 1.      | trójskok    |
| 2004 | Mistrzostwa Świata Juniorów | Grosseto  | 2.      | skok w dal  |
| 2005 | Mistrzostwa Świata          | Helsinki  | 7.      | skok w dal  |
| 2006 | Igrzyska Wspólnoty Narodów  | Melbourne | 2.      | trójskok    |
| 2007 | Igrzyska afrykańskie        | Algier    | 3.      | skok w dal  |
| 2007 | Mistrzostwa Świata          | Osaka     | 5.      | skok w dal  |
| 2007 | Światowy Finał IAAF         | Stuttgart | 3.      | skok w dal  |
| 2008 | Halowe Mistrzostwa Świata   | Walencja  | 1.      | skok w dal  |
| 2008 | Igrzyska olimpijskie        | Pekin     | 2.      | skok w dal  |
| 2009 | Mistrzostwa Świata          | Berlin    | 2.      | skok w dal  |
| 2009 | Światowy Finał IAAF         | Saloniki  | 3.      | skok w dal  |
| 2010 | Halowe mistrzostwa świata   | Doha      | 2.      | skok w dal  |
| 2013 | Mistrzostwa Świata          | Moskwa    | 7.      | skok w dal  |
| 2014 | Igrzyska Wspólnoty Narodów  | Glasgow   | 1.      | trójskok    |
| 2014 | Mistrzostwa Afryki          | Marrakesz | 2.      | skok w dal  |
| 2014 | Mistrzostwa Afryki          | Marrakesz | 1.      | trójskok    |
| 2014 | Puchar interkontynentalny   | Marrakesz | 2.      | trójskok    |
| 2015 | Mistrzostwa świata          | Pekin     | 9.      | trójskok    |
| 2016 | Mistrzostwa Afryki          | Durban    | 3.      | trójskok    |
| 2018 | Puchar interkontynentalny   | Ostrawa   | 7.      | trójskok    |

## Rekordy życiowe
Stadion
- Skok w dal - 8,50 m (2009) do 2017 rekord Afryki
- Trójskok - 17,35 m (2014) rekord RPA

Hala
- Skok w dal - 8,18 m (2007) do 2018 rekord RPA
- Trójskok - 16,22 m (2007)